# سندباد البحار (فلم 1935)
سندباد البحار (بالإنجليزية: Sinbad the Sailor) هو فيلم رسوم متحركة قصير لعام 1935 من إنتاج وإخراج أب أيوركس.

## الملخص
يبدأ الفيلم مع أسطورة السندباد البحري يطل على البحار مع ببغاءه المخلص من فوق صارية سفينة تجارية. فجأة، يتبيّن مجموعة من القراصنة الأشرار وقائدهم يغنون. ويحشد طاقمه للتراجع، لكن يكتشفهم القراصنة ويخططون لسرقة كنزهم. في البداية يطلقون مدافعهم عليهم، لكن سندباد يرد قنابل مدافعهم بواسطة مضرب كرة القاعدة ويدمرها. ثم يمسك قائدهم بسفينة سندباد بمرساة، ويدخل الفريقان في معركة بينما يتبارى قباطاهما وببغاواتهما. يجد قبطان القراصنة نفسه وحيداً مقابل عدد يفوقه، ولكن بعد ذلك يستخدم كرة مدفع ككرة البولينج لهزيمة طاقم سندباد. تم ربط البحار وأجباره على المشي على اللوح ليسقط في المحيط.
لحسن الحظ، ينقذ الببغاء سندباد قبل أن يغرق، ويتمكن من السباحة إلى جزيرة مهجورة، حيث يهلوس بفتيات يرقصن حوله. ثم يجد نفس القراصنة يخططون لدفن الكنز في الجزيرة ويخدعهم ليقاتلوا بعضهم بعضاً من خلال رمي جوز الهند على رؤوسهم من فوق شجرة، ولكن يتم إلقائه من قبل قرد غاضب واكتشافه. ويربطونه بشجرة ويعذبونه حتى يدركوا أن الشجرة ماهي في الواقع إلا ساق رخ عملاق، ينفث النار، تعلو القراصنة. ينتقم القبطان عن طريق رمي صندوق الكنز عليه، لكن يمسك الرخ به عن طريق منقاره ويطير بعيدًا مع سندباد الذي ما زال مربوطاً به. يتفوق البطل سندباد ويجبر الرخ على إسقاط الكنز من خلال تدمير ريش ذيله بواسطة ببغاءه. ينشط السندباد مظلة في قبعته ويهبط بأمان مع الكنز. ثم يستمتع هو وببغاءه بأنتصارهما بالسيجار حتى يدركا أنها سجائر منفجرة.

## روابط خارجية
- مقالات تستعمل روابط فنية بلا صلة مع ويكي بيانات
- الفيلم القصير Sinbad the Sailor متوفر للتحميل من موقع أرشيف الإنترنت [المزيد]